# Tubbergen
Tubbergen est une commune néerlandaise, dans la province d'Overijssel.

## Géographie
La commune est située dans le nord-est de la province d'Overijssel, entre Almelo et Ootmarsum. Au nord, la commune est délimitée par la frontière avec l'Allemagne, au sud par le Canal d'Almelo à Nordhorn.
La commune est composée des villages suivants : Albergen, Fleringen, Geesteren, Haarle, Harbrinkhoek, Hezingen, Langeveen, Mander, Manderveen, Mariaparochie, Reutum, Tubbergen et Vasse

## Patrimoine
- Basilique Saint-Pancrace

## Bourgmestre
- depuis 2001 : Mervyn Stegers